# Chalcosyrphus okadomei
Chalcosyrphus okadomei är en tvåvingeart som först beskrevs av Violovitsh 1976.  Chalcosyrphus okadomei ingår i släktet mulmblomflugor, och familjen blomflugor. Inga underarter finns listade i Catalogue of Life.